# Малое Ефимово
Малое Ефимово — деревня в Верховажском районе Вологодской области.
Входит в состав Нижне-Важского сельского поселения (до 2015 года входила в Наумовское сельское поселение), с точки зрения административно-территориального деления — в Наумовский сельсовет.
Расстояние по автодороге до районного центра Верховажья — 8,2 км, до центра муниципального образования Наумихи — 10,1 км. Ближайшие населённые пункты — Большое Ефимово, Пятино, Марковская.
По переписи 2002 года население — 10 человек.